# Bukit Tempurung (Kota Kuala Simpang)
Bukit Tempurung is een bestuurslaag in het regentschap Aceh Tamiang van de provincie Atjeh, Indonesië. Bukit Tempurung telt 4188 inwoners (volkstelling 2010).